# 物初大观
物初大观（1201年7月18日—1268年8月4日），又称释大观、大观、大观禅师。南宋高僧、文学家、诗人。

## 生平
字物初，号慈云，俗姓陆，四明鄞县横溪人，今属浙江宁波市。南宋寧宗嘉泰元年阴历六月初十日（1201年7月18日）生。是居簡禪師的弟子，从学于净慈寺，悟得佛理，精通佛教经典，在文学上也很有造诣，因而在寺中掌管佛经。宋理宗淳祐元年（1241年），任临安府（今浙江杭州）法相禅院住持。后历任安吉州（今浙江湖州）显慈禅寺、绍兴府（今浙江绍兴）象田兴教禅院、庆元府（今浙江宁波）智门禅寺、大慈名山教忠报国禅寺的住持。南宋景定四年（1263年），任庆元府阿育王山广利禅寺（今阿育王寺）住持，是阿育王寺历史上第四十六任住持。南宋度宗咸淳四年阴历六月十七日（1268年8月4日）逝世，享寿六十八岁，卒后葬于阿育王寺的西庵。

## 著作
- 《物初大觀禪師語錄》[3]
- 其文学佛学远播日本，对日本影响很大，日本专门编撰了《物初賸语》二十五卷（日本宝永五年刻本）收集其作品。前七卷为诗作，《全宋诗》未见，后十八卷为佛学著作[4]。
- 《偈颂五十一首》[5]